# Puerto Portals
Puerto Portals är en exklusiv hamn i området Portals Nous på den spanska ön Mallorca. Hamnen hyser flera exklusiva restauranger.